# キルケニー

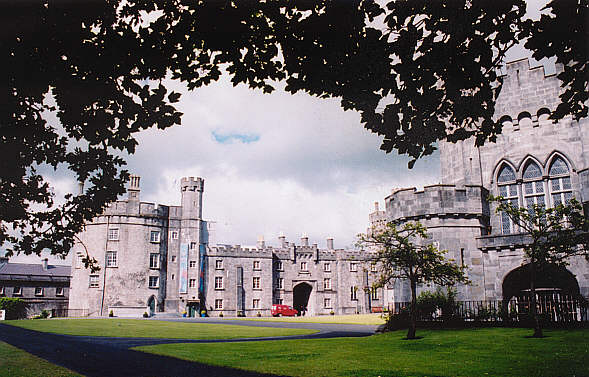
キルケニー城

キルケニー（英語: Kilkenny, アイルランド語: Cill Chainnigh）は、アイルランド、キルケニー県の県都。人口20,735人（近郊住人も含む）。都市名はアイルランド語で「聖カニスの教会」の意味。その歴史とナイトライフで有名である。
町はノア川を中心に発展していて、海からの潮の影響を受けないアイルランドの唯一の市になっている。 
またアイルランド唯一の、自治都市 (County borough) でない市であり、他の市のような市議会ではなく「バラー議会」 (borough council) で運営されている。
アイルランド国立大学メイヌース校のキルケニー・カレッジはあるものの、独自の地域技術カレッジ (Institute of Technology) も大学もない唯一の都市でもある。1366年にキルケニー法が制定された場所でもある。

キルケニー

## 観光

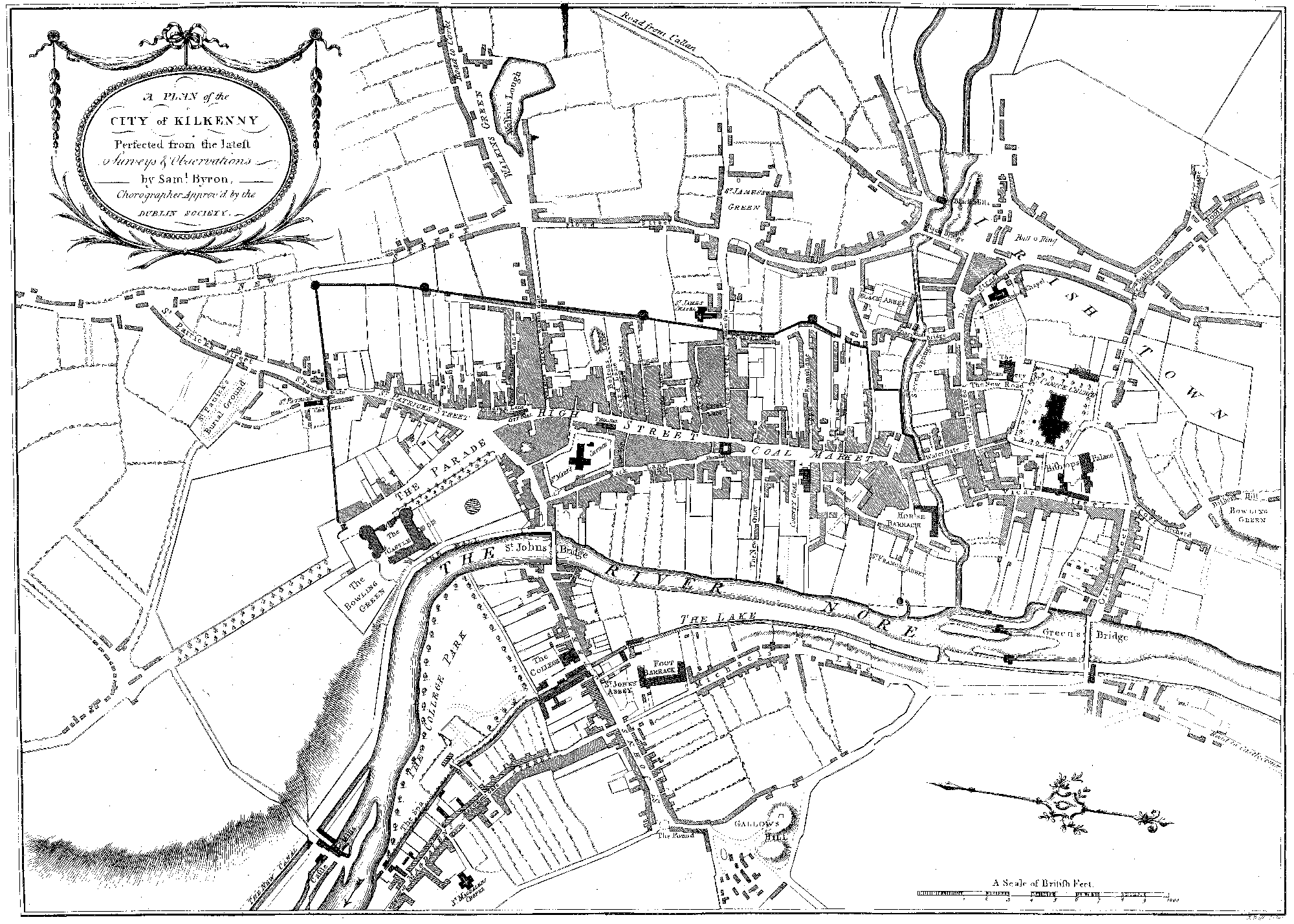
キルケニーの地図（1780年）

キルケニーは、多くの中世建築物で知られており、何世紀にもわたって「大理石の都市」と称されてきた。キルケニーの美しい建物を形作る装飾的な白い化石を含む黒い石は、郊外の「黒い石切り場」で産出する石灰岩で、同種の岩石だが正確には大理石ではない。炭素を多く含むため暗色を呈する。採石は17世紀に始まり、国内はもとより欧州各地に運ばれ、1970年代に廃鉱となった。
町のもっとも目立つ建物は、キルケニー城と聖カニス大聖堂である。また、ドミニコ会の教会ブラック・アビー（1225年創立）が、パーラメント・ストリートにある。

## 産業
キルケニーはビール醸造の歴史で知られている。町にはコール・アンド・スミスウィックによって18世紀初期に建設されたセント・フランシス・アビー醸造所がある。この醸造所は、1960年代からギネス・グループによって所有されている。1997年に、ギネス社はグランド・メトロポリタン社と合併し、ディアジオ社の一部となり、醸造所も現在ディアジオ・ワールド・サプライ社の一部になっている。スミスウィックのエールは、現在、その醸造所で作られている製品のうちの少量を占めるだけになっている（アイルランド国内パブ向け樽用）。アイルランド国外にはスミスウィックとよく似た「キルケニー」という名前のビールが輸出されている。現在、醸造所で生産されるビールの約80%はバドワイザーで、ライセンスを受けて生産されている。
また、キルケニーにはグランビアの本社と工場がある。グランビアは世界的なチーズと乳製品の会社で、アイルランド、イギリス、アメリカに事業を展開していて、およそ4000人を雇用している。

## ギャラリ

キルケニー - Kilkenny
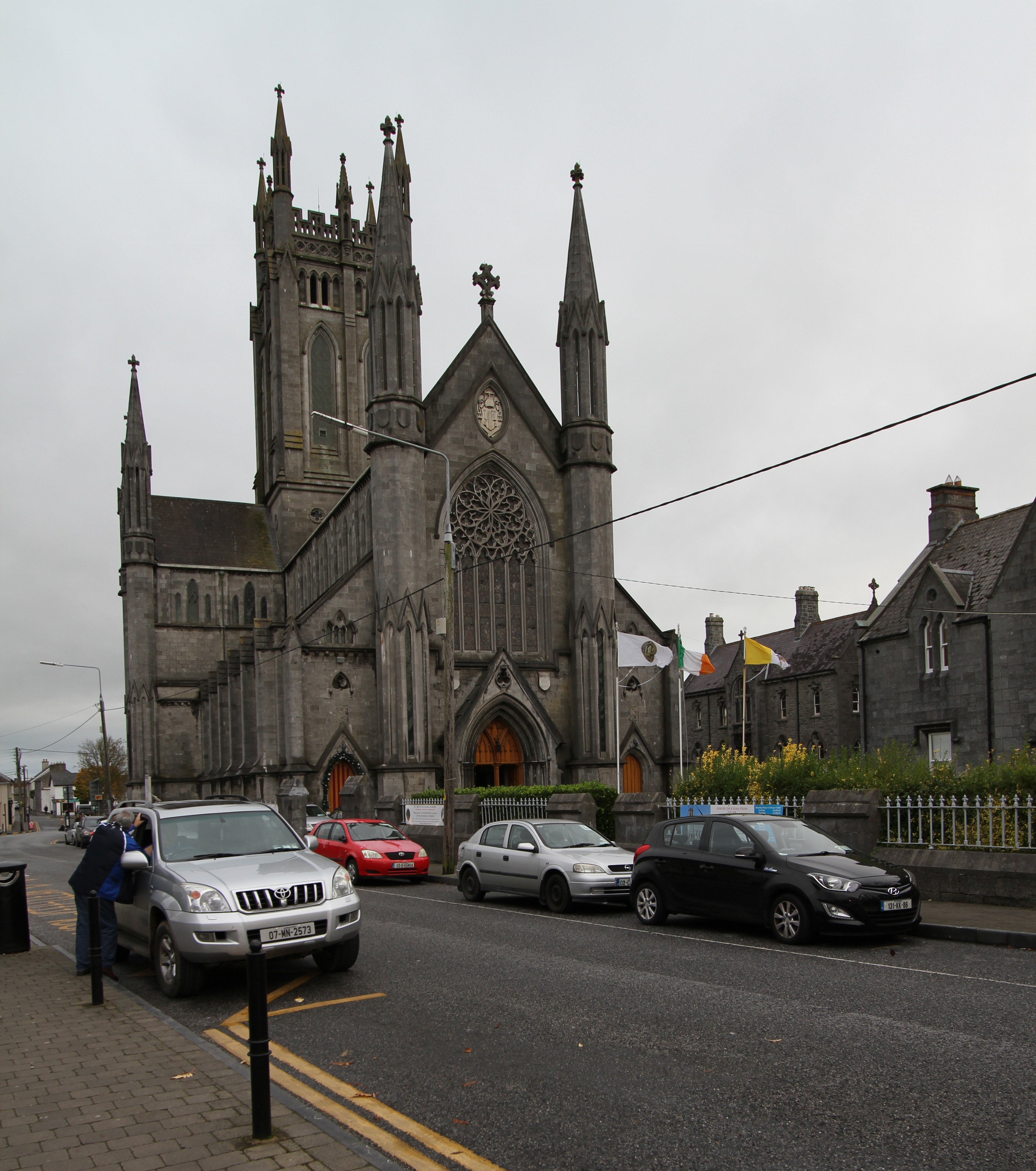
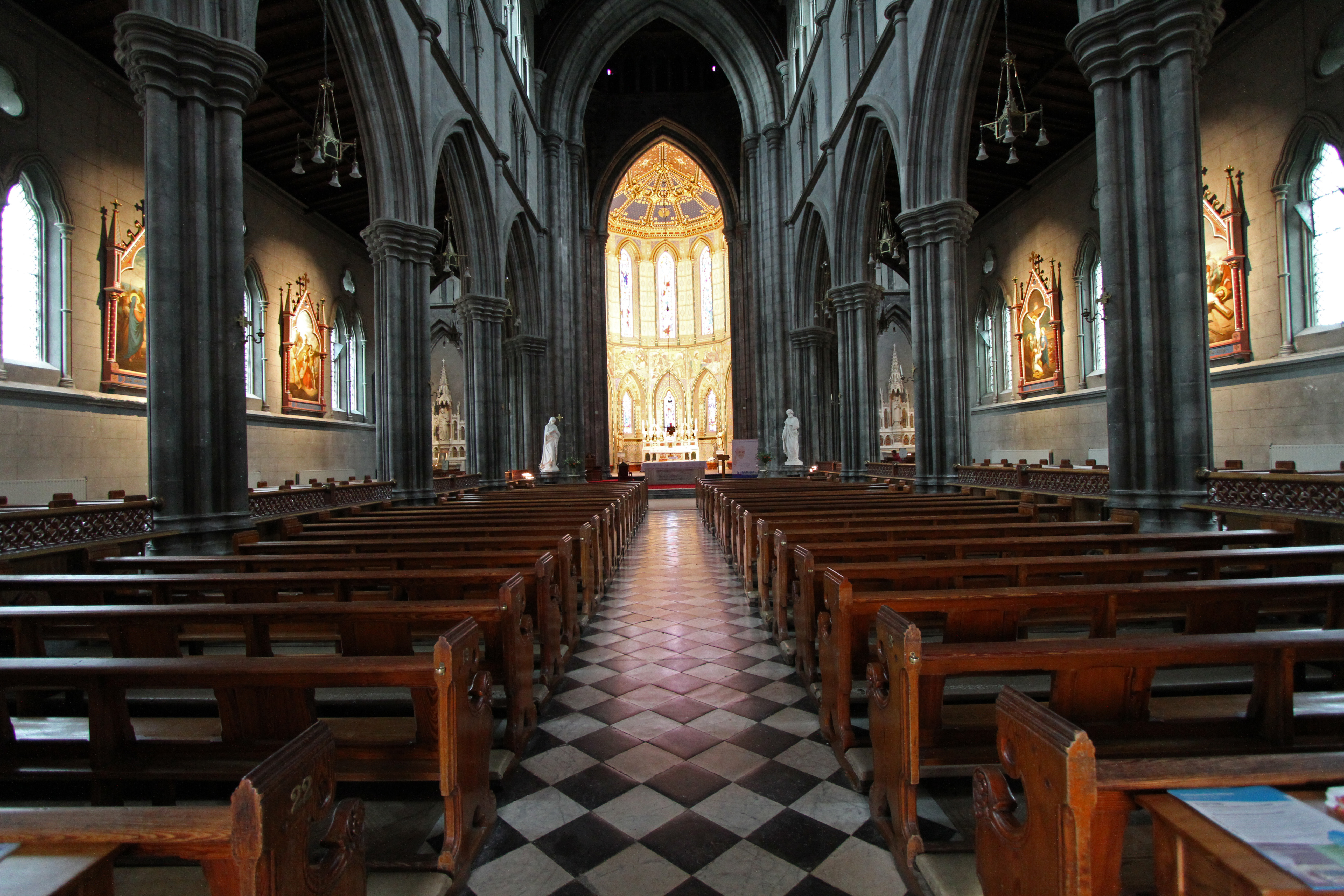
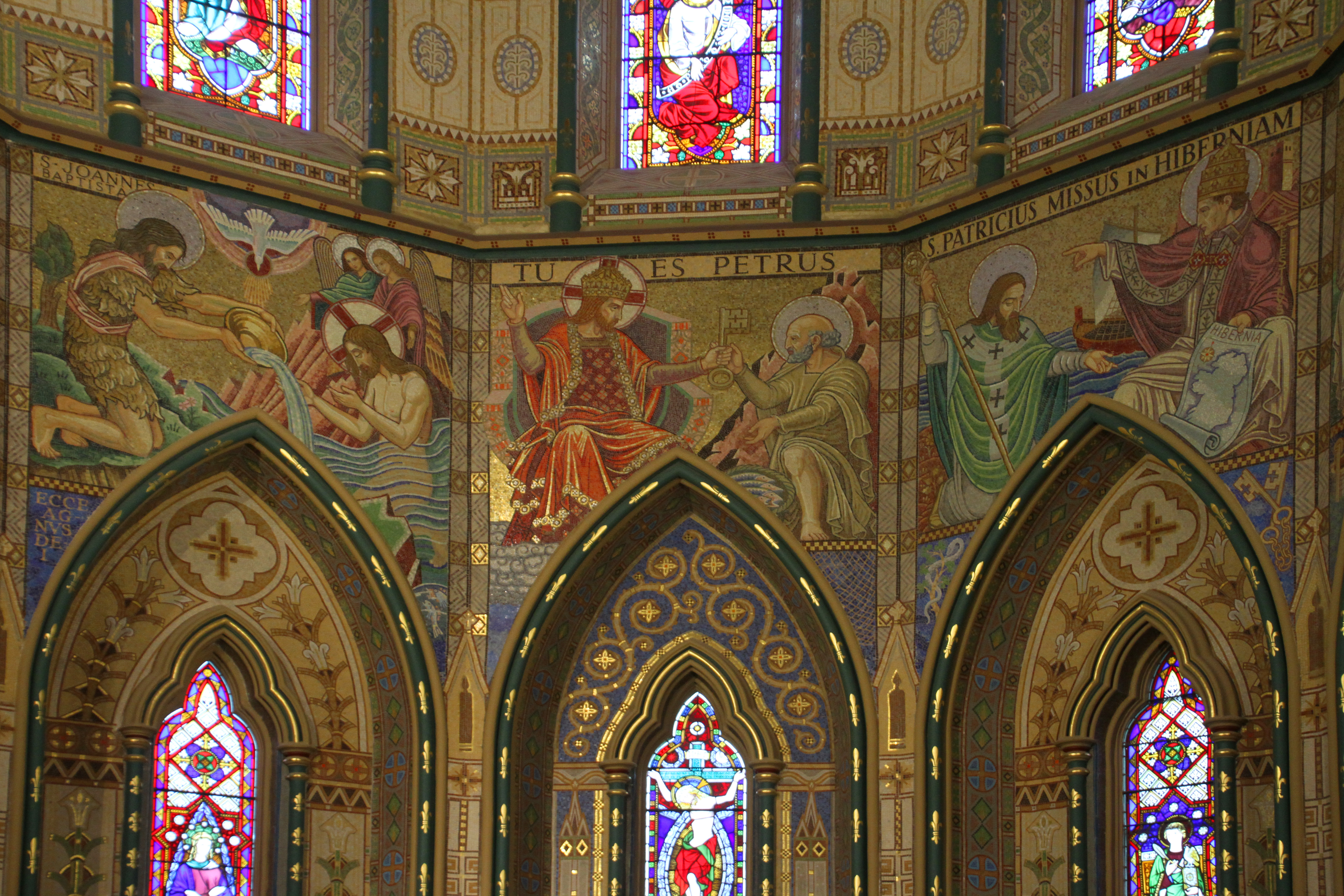
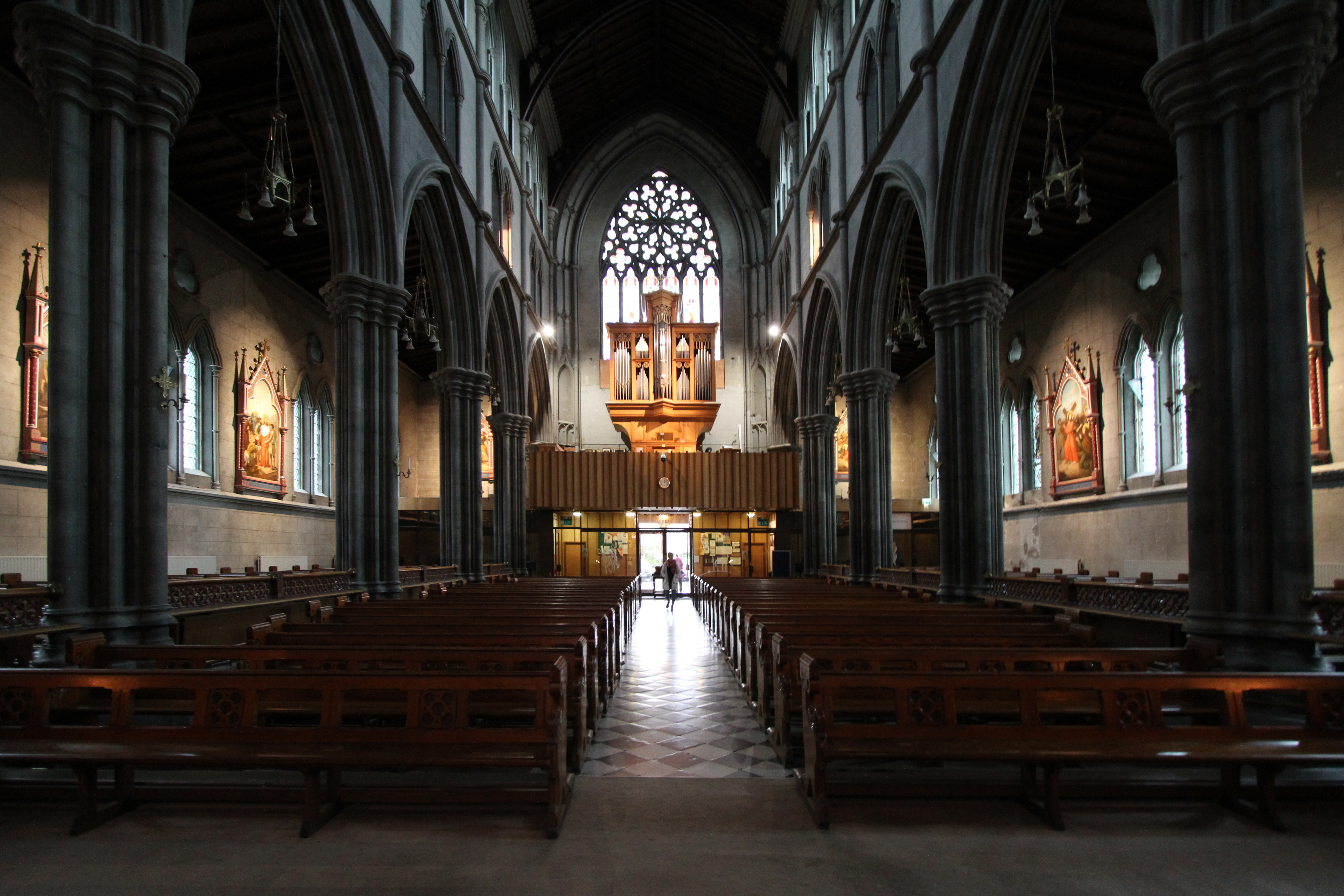
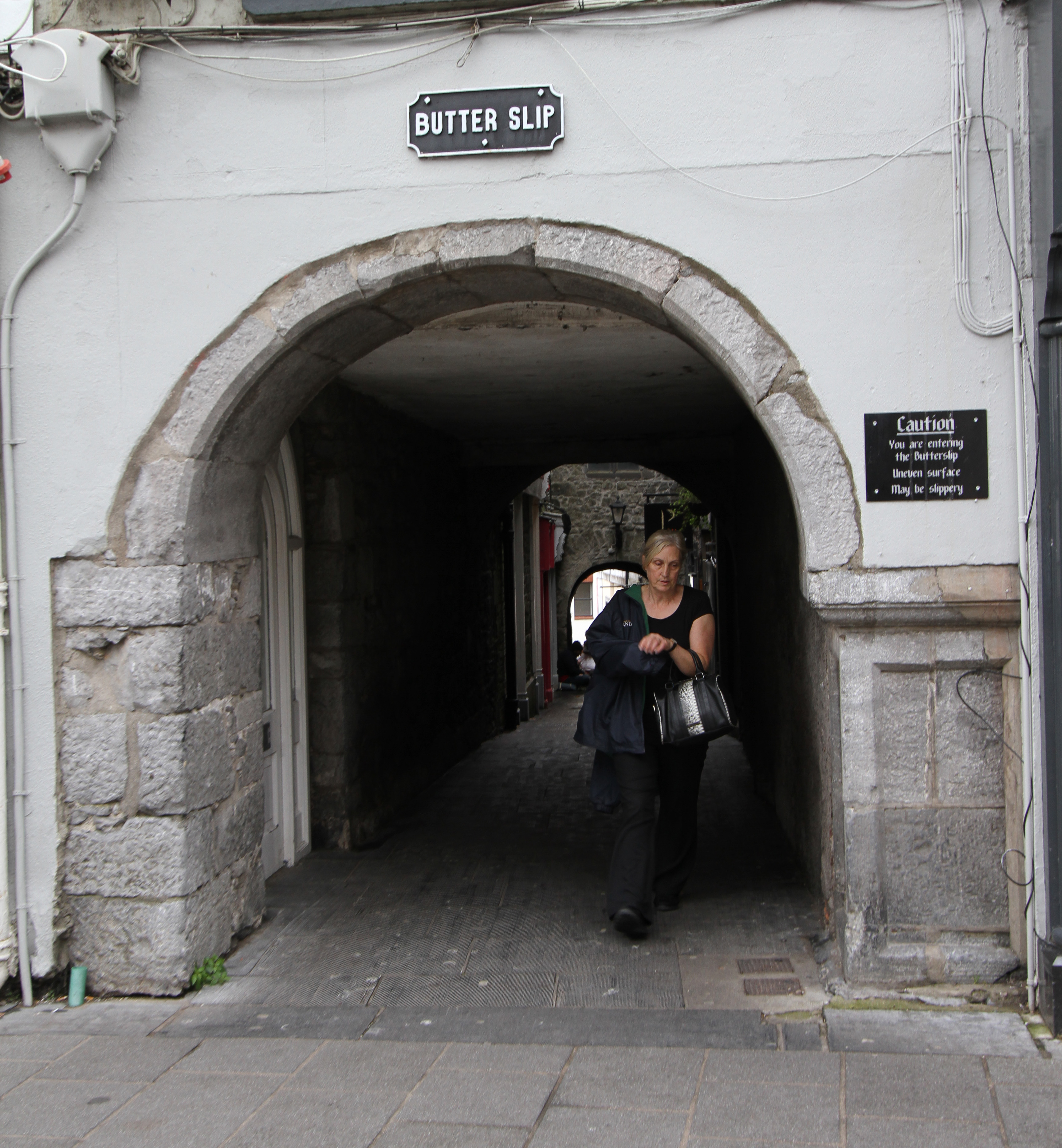
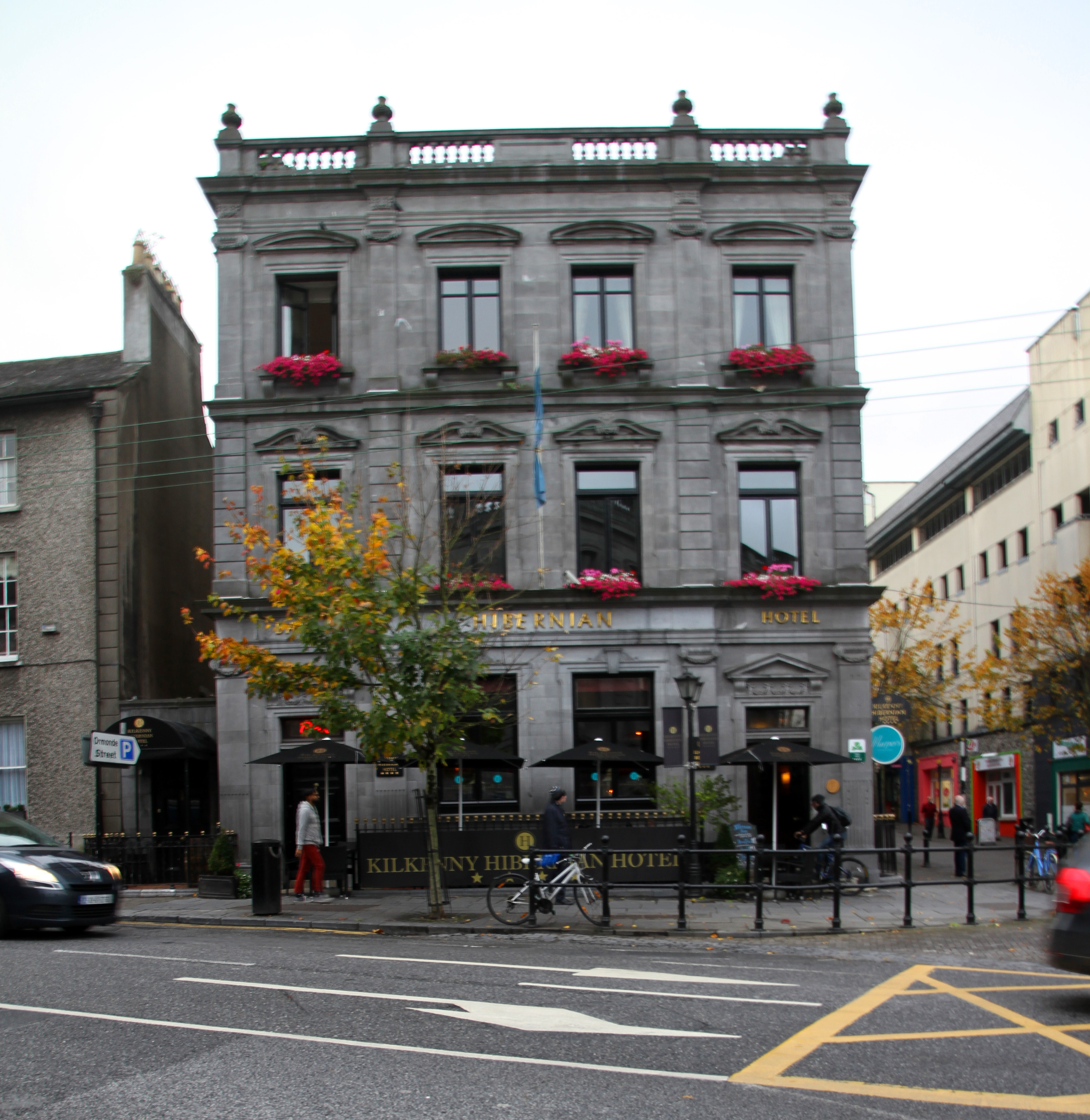
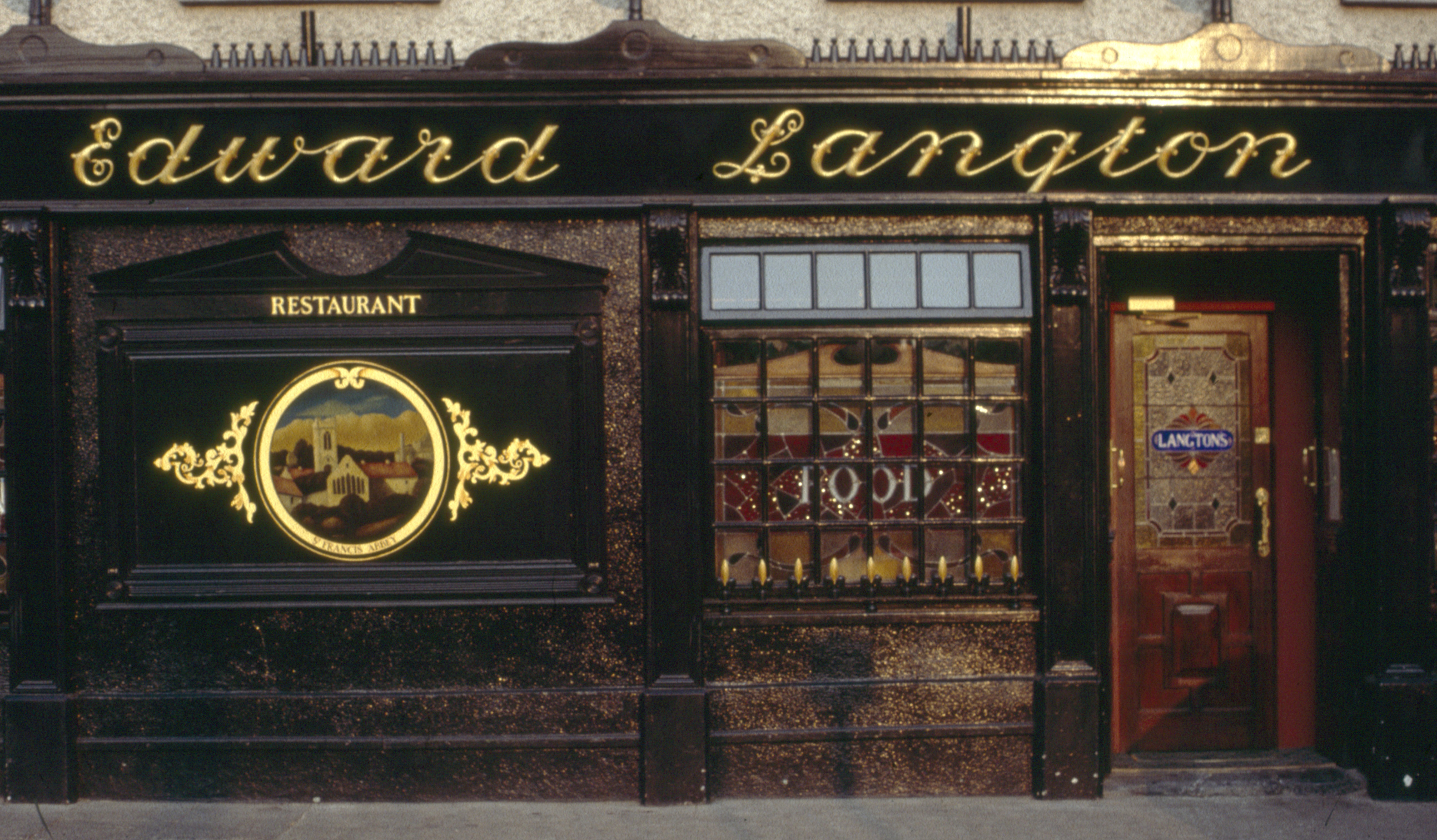
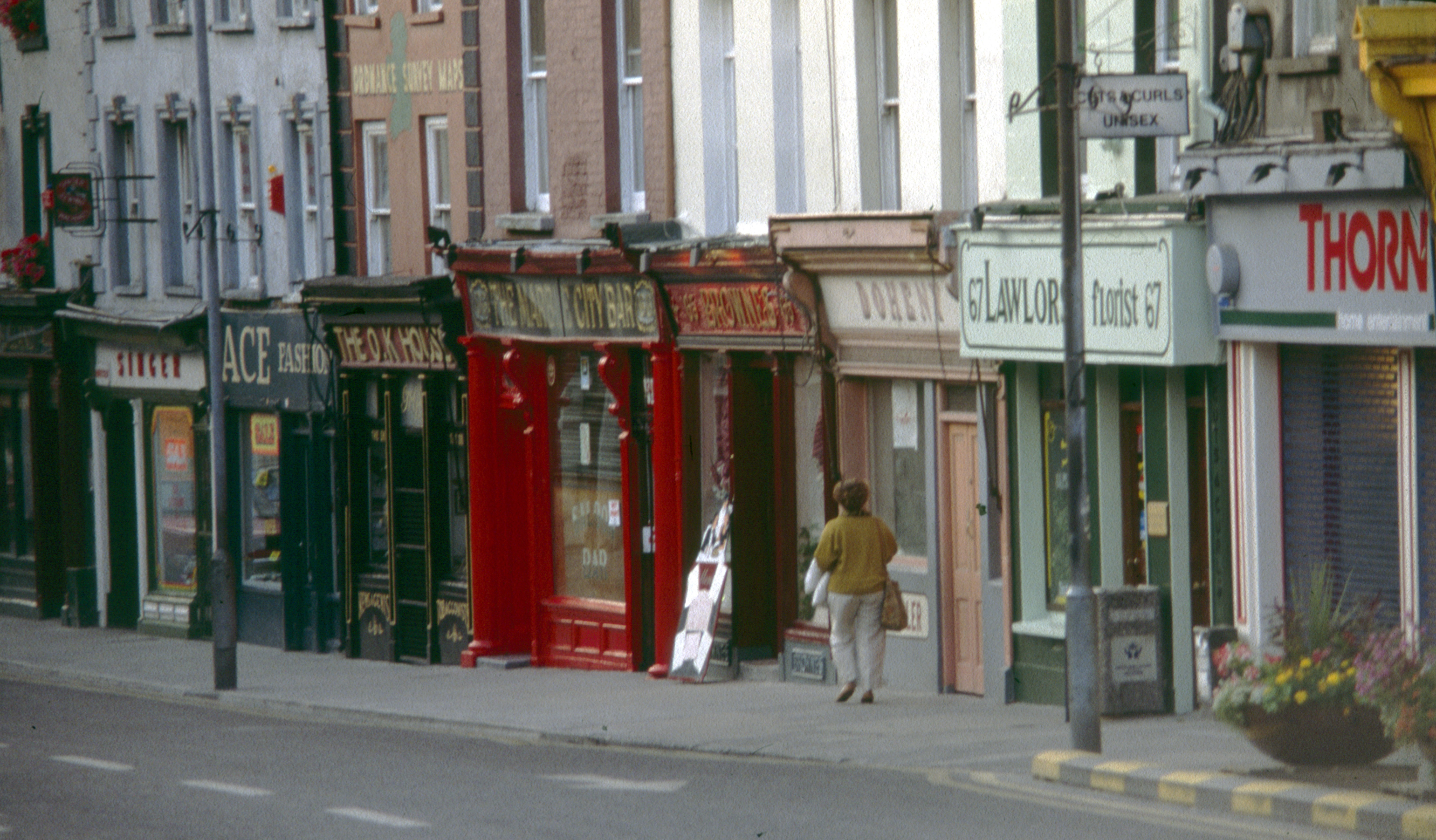
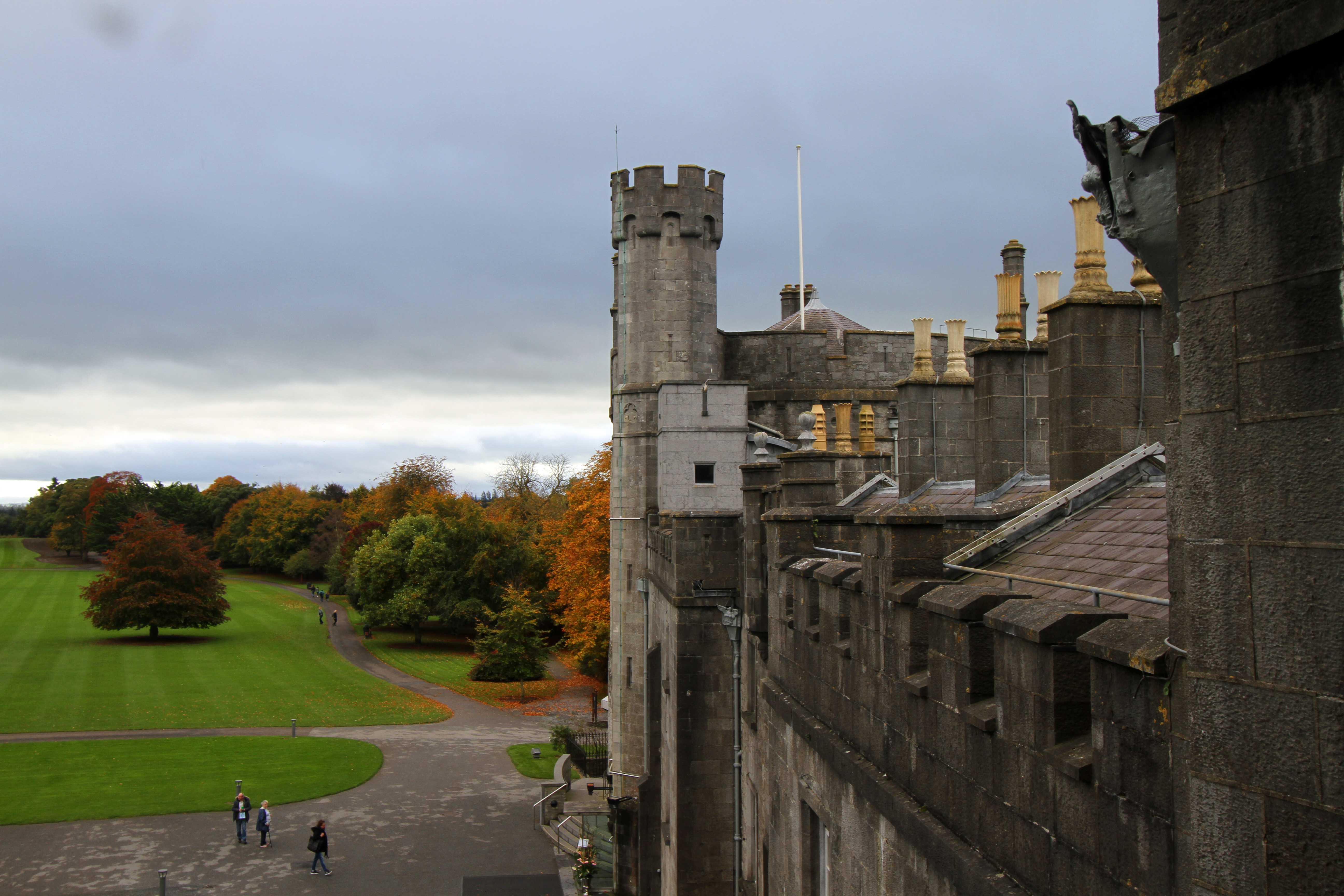
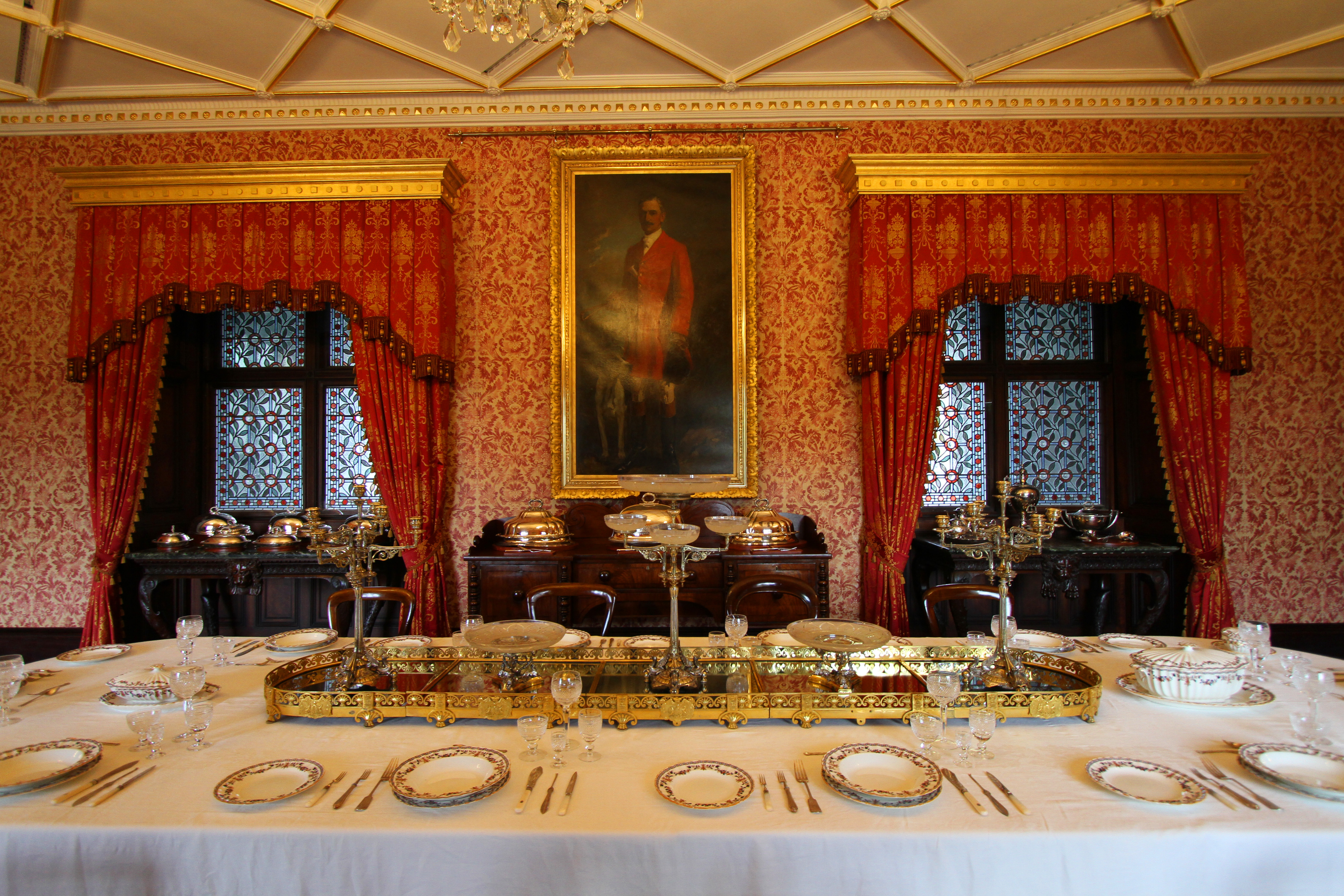